# Presència absent
Presència absent és un concepte difós per Xavier Vinader amb el qual explicava que l'extrema dreta no necessités guanyar unes eleccions per tal de veure realitzades les seves idees polítiques pel govern i marcar l'agenda política. El terme fos publicat el febrer de 1996 del setmanari El Temps, i en l'article Vinader explicava per què l’extrema dreta no necessitava comptar amb representació política pròpia i pronosticava la necessitat de l’extrema dreta de convergir en un únic espai hegemònic, tal com acabaria passant al cap d'uns anys amb el partit polític Vox. L'extrema dreta quan no és capaç d'assolir el poder a les urnes pot acabar influint les polítiques de partits de dretes més moderats i, per tant, que aquests assumeixin posicions pròpies de l'extrema en qüestions com la política envers les persones migrades o els refugiats, i així és com l'extrema dreta pot ser present als mitjans de comunicació sense fer-se visible ni visualitzar-se com un perill.